# Volkmar Andreae
Volkmar Andreae (Berna, 5 de julio de 1879-Zúrich, 18 de junio de 1962) fue un compositor y director de orquesta suizo.
Andreae tomó clases de piano durante su niñez, teniendo como profesor a Karl Munzinger. Entre los años 1897 y 1900, Andreae estudió en la Hochschule für Musik und Tanz Köln, en donde fue alumno de distinguidos compositores de esa época, como Fritz Brun, Franz Wüllner y Friedrich Wilhelm Franke.
Cabe destacar que entre los años 1906 y 1949, dirigió la Orquesta Tonhalle de Zúrich, y entre los años 1914 y 1939, estuvo a cargo del Conservatorio de Zúrich.
Dentro de sus composiciones, se pueden encontrar varios elementos musicales, tales como la ópera, la música sinfónica y la utilización de instrumentos musicales tales como el oboe, el piano y el violín.

## Obras principales
- Trio con piano No. 1, Op. 1
- Sonata para Violín, Op. 4
- Cuarteto para Cuerdas No. 1, Op. 9
- Trío con piano No. 2, Op. 14
- Seis Piezas para Piano a dos manos, Op. 20
- "Pequeña Suite", Op. 27
- Trío para Cuerdas, Op. 29
- Notturno y Scherzo, Op. 30
- Sinfonía para orquesta, Op. 31
- Rapsodia para violín y orquesta, Op. 32
- Cuarteto para Cuerdas No. 2, Op. 33
- Música para Orquesta, Op. 35
- Concierto para Piano y Orquesta.
- "Konzertstück"
- Concierto para violín, Op. 40
- Cuarteto para flauta, violín, Viola y Violoncelo, Op. 43
- Vater unser para mezzo soprano, coro femenino y órgano.
- Das Göttliche para tenor, coro y orquesta, 1900
- Charons Nachen para solistas, coro y orquesta, 1901
- Schutzgeister, cantata, 1904
- Ratcliff, ópera, 1914
- Abenteuer des Casanova, ópera, 1924
- Li-Tai-Pe, ocho canciones chinas para tenor y orquesta, 1931
- La cité sur la montagne, Música de Festival, 1942